# Шале (Польща)
Шале (пол. Szałe) — село в Польщі, у гміні Опатувек Каліського повіту Великопольського воєводства.
Населення — 801 особа (2011).
У 1975—1998 роках село належало до Каліського воєводства.

## Демографія
Демографічна структура станом на 31 березня 2011 року:
|          | Загалом | Допрацездатний вік | Працездатний вік | Постпрацездатний вік |
| -------- | ------- | ------------------ | ---------------- | -------------------- |
| Чоловіки | 387     | 81                 | 269              | 37                   |
| Жінки    | 414     | 76                 | 258              | 80                   |
| Разом    | 801     | 157                | 527              | 117                  |